# 亞莉塔·歐遜
亞莉塔·歐遜（英語：Aletta Ocean，1987年12月14日—），是一名匈牙利成人女星和成人模特兒。

## 生平
2006年，歐遜贏得選美比賽後成為模特兒。
2007年，她開始拍攝成人影片。她曾擔任《閣樓》和匈牙利版《花花公子》模特兒。
2010年，她贏得成人影帶新聞獎「年度外國女表演者」與「最佳外國性愛場景」（《Dollz House》）。

## 外部連結
- 官方网站
- Aletta Ocean在互联网电影资料库（IMDb）上的資料（英文）
- Aletta Ocean在網際網路成人電影資料庫
- 成人電影資料庫上Aletta Ocean的资料（英文）